# Limba castiliană veche
Limba castiliană veche (spaniolă castellano antiguo) numită și limba spaniolă medievală (español medieval) este o variantă veche a limbii spaniole, care a fost în uz între secolele X și XV, înainte reajustare consonantică. Prima și cea mai demna de atenție operă a literaturii în castiliană veche este Cântecul Cidului (Cantar de mio Cid), scrisă la sfârșitul secolului XII sau la începutul secolului XIII de autor anonim.